# Raimondo Inconis
Raimondo Inconis (né le 27 mars 1959 à San Gavino Monreale, dans la province du Sud-Sardaigne, en Sardaigne) est un bassoniste et contrebassoniste italien.
Respecté et apprécié en tant que chercheur inlassable de sources historiques et bibliographiques du contrebasson, il a travaillé en 1994 pour la maison d'édition Ricordi de Milan à la réalisation du livre Il Contrafagotto, Storia e Tecnica.

## Biographie

### Enfance et formation
Dès l'âge de six ans, Raimondo Inconis a reçu les rudiments de la théorie musicale et appris le piano avec le Père Ambroise, frère du couvent de son pays.
Il s'inscrit ensuite au conservatoire de musique et son professeur de musique, Luciano Senis, suggère le basson. Il est diplômé avec mention en 1981 avec le professeur Pittau Orlando.

### Études à l'étranger
En 1978, Raimondo Inconis a obtenu une bourse pour assister aux cours de spécialisation avec le professeur Iwein D'Haese à l'Académie internationale d'été à Saint-Hubert (Belgique).
En 1979 et en 1980, il fréquente l'école de spécialisation de l'Université de l'Académie Internationale de Musique à Nice (France) avec le professeur Michel Denize, et il obtient une bourse d'études pour sa grande qualité, technique et expressive, de son timbre.
Dans la même année lui fut offerte une bourse d'études de l'Orford Arts Center Canada Magog, (Québec), une autre  par le Center on International Musical Annecy (France).
En 1982, il a commencé un cycle d'études avec le professeur Karl Öhlberger, premier bassoniste de l'Orchestre philharmonique de Vienne, et immédiatement Inconis été choisi pour jouer comme première basson à l'Internationale Orchesterwochen en Autriche.
En 1983, il s'est vu offrir une bourse d'études pour fréquenter l'Internationaal Muziekkamp, van Jeugd en Muziek België comme bassoniste dans l'orchestre de Music Camp.

### Orchestres International de Jeunes
Inconis, au cours de ses études, il a joué en 1979 avec l'orchestre de l'Université de l'Académie internationale d'été de Nice (France).
En 1982, dans l'Orchesterwochen Internationale (Autriche).
En 1983 dans l'Internationaal Muziekkamp, Jeugd en Muziek van België.
En 1984, dans l'International Chamber Orchestra à Rovinj (Croatie), Koper (Slovénie) et Porec (Croatie).

### Carrière
Inconis, a collaboré avec diverses orchestres européens en Allemagne, Belgique, Autriche, France et Suède.
De 1979 à juillet 1984, il a joué comme I et II basson dans l'Orchestra Lirico-Sinfonica de Cagliari.
En septembre 1984, il a commencé sa carrière comme contrebasson dans l'orchestre symphonique sicilien (it) (Palerme) et, depuis lors il s'est appliqué pour l'amélioration de son instrument. Pour cette raison en 1994, il a travaillé pour la maison d'éditions Ricordi (Milan) pour la réalisation du livre: Il Contrafagotto, Storia e Tecnica (Le Contrebasson, Histoire et Technique). Après sa publication, la Méthode est immédiatement utilisée par tous les Conservatoires et Universités de Musique du monde.
Considéré comme un guide faisant autorité sur les fondements techniques et expressifs du contrebasson. Avec chapitres d'histoire, répertoire, exercices et diverses pièces orchestrales. Pour l'étudiant et le professionnel.

Parallèlement à l'activité d'orchestre il tient master classes et cours de perfectionnement en Italie et à l'étranger et est présent comme membre du jury dans les compétitions internationales.

### Prix, reconnaissances et de dédicaces
Au cours de sa carrière Inconis a reçu de nombreux prix, reconnaissances et dédicaces: en 1984 a Grožnjan, il a reçu le diplôme Orkestar par la Fédération des Jeunesses Musicales.
En 1979, le compositeur Camillo Moser lui a dédié un concerto pour basson et piano: Flash, jouée la même année à Nice.
En 1984, le compositeur Nenad dédié un concert: lui dédia un concert: Pezzo Rusticano per fagotto Solo; ensuite joué et diffusée en direct à la télé Yougoslavie à Grožnjan en juillet du même année.

## Concerts
Inconis, a joué dans les salles de concert les plus importantes et prestigieuses du monde: Tōkyō, Ōsaka, Nagoya, Prague, Turin, Milan, Naples, Pékin, Venise, Taormine, Oslo, Nice et autres théâtres.

## Chefs d'orchestre
Inconis au cours de sa carrière, a été dirigé par les plus grands chefs d'orchestre: Yuri Temirkanov, Krzysztof Penderecki, Aldo Ceccato, Peter Maag, Georges Prêtre, Franz Welser-Möst, Hubert Soudant, Rudolf Barshai, Gary Bertini, Zoltan Pesko, Alain Lombard, Riccardo Chailly, Yoel Levi, Gorge Pehlivanian, Rafael Frühbeck de Burgos, Vladimir Delman, Daniel Oren, Gabriele Ferro, Ottavio Ziino.

## Discographie
Fonit Cetra, Masters, Pentagramma S.r.l.